# Alain Jacquet
Pour les articles homonymes, voir Jacquet.
 (août 2024).
Si vous disposez d'ouvrages ou d'articles de référence ou si vous connaissez des sites web de qualité traitant du thème abordé ici, merci de compléter l'article en donnant les références utiles à sa vérifiabilité et en les liant à la section « Notes et références ».
Alain Jacquet, né le 22 février 1939 à Neuilly-sur-Seine et mort le 4 septembre 2008 à New York, est un artiste français des années 1960, notamment reconnu pour son introduction du pop art en France.

## Biographie

### Enfance et formation
Alain Jacquet est l'un des trois fils de Raymond Jacquet, préfet du Calvados en 1964. Ses frères sont le sculpteur Bertrand Jacquet et le préfet Nicolas Jacquet.
Dans les années 1960, il a été marié à la journaliste de télévision Betty Durot (1940-2021). C'est en 1992 qu'il épouse Sophie Matisse, arrière-petite-fille d'Henri Matisse, avec qui il a eu une fille, Gaïa Jacquet-Matisse, née en 1993. Il quitte la capitale française pour New York en 1964-1965, alors nouveau foyer artistique mondial et capitale du pop art.
Avant de se consacrer à la peinture, Alain Jacquet est entré à l'École des Beaux Arts en architecture. C'est après deux années d'étude qu'il se consacre à la peinture. Il est rattaché au mouvement de la Nouvelle figuration ou Figuration narrative. Il se passionne pour le pop art, mais reste relativement en marge.

### Carrière artistique
La carrière d'Alain Jacquet débute avec une première phase, vers 1961, caractérisée par sa série « Cylindre ». On y trouve des tableaux à l'huile aux surfaces organisées par de grandes taches de couleurs très vives, sans mélanges, juxtaposées d'une manière à la fois un peu lâche et gestuelle, comme autant de touches vues en macro-agrandissement. Puis sa série des « Camouflages » (1962-1963) connait un succès en Grande-Bretagne et aux États-Unis. Il s'installe en 1964 à New-York où il utilise la technique de la sérigraphie, comme le fait Andy Warhol par exemple. La percée déterminante d'Alain Jacquet s’accomplit dans le contexte du Mec-Art (Mechanical Art), dont il est un des représentants majeur. Il s’approprie des images de façon ludique en réalisant des peintures mécaniques qui laissent apparaître la trame de la sérigraphie.
En utilisant la technique de la sérigraphie, il reprend peu à peu les codes du Pop Art. Cette technique de reproduction mécanique, souvent utilisée en publicité, lui permet de se familiariser avec le point, qui devient un thème récurrent dans sa création. À partir de tableaux classiques tels que Le Déjeuner sur l'herbe ou Olympia de Manet, il réactualise ces chefs-d'œuvre à la manière des publicités américaines de l'époque. Le Déjeuner sur l'herbe (1964), maquillé à la manière d'une affiche de publicité et qui met en scène au milieu de la composition le galeriste et critique d'art Pierre Restany, en est l'exemple emblématique. Il est représentatif d'un détournement des images de l'histoire de l'art, réinsérées dans une réalité quotidienne.
Le travail de déclinaison du point - entité génératrice - se prolonge à partir de 1967 sous la forme de sculptures intégrant le système d'écriture tactile à points saillants de Louis Braille. Sa sculpture La Baratte (1971-1975) offre des possibilités combinatoires presque illimitées. Après s'être consacré au collage, à la sérigraphie, Alain Jacquet utilise l'ordinateur pour créer des visions où les images du globe terrestre subissent d’étranges métamorphoses.

## Expositions
- La sculpture Hommage à Confucius installée sur un rond-point du quartier Hôpitaux-Facultés de Montpellier devant l'Université des Sciences et Techniques du Languedoc. 1er juillet 2000. (Surnommé "Le donut et la saucisse" par les Montpelliérains)
- New-York, 1966, exposition collective, Art in the Miror (MOMA)
- Chicago, 1968, exposition personnelle, Musée d'art Contemporain
- Paris, 1974, exposition personnelle au Musée National d'Art Contemporain
- Genève, 26 janvier – 28 mars 1978, Musée d’art et d’histoire • Association pour un musée d'art moderne (AMAM), « Helen’s Boomerang »
- Paris, 1978, exposition personnelle, ARC Musée d'Art Moderne de la ville de Paris
- Brésil, Biennale de Sao-Paulo, au pavillon français
- Paris, 1993, explosion personnelle au Centre Georges Pompidou, Musée National d'Art Moderne
- New-York, 1994, exposition collective, The Pop Image, Marlborough Gallery
- Genève, 24 février – 23 mai 1999, Musée d’art moderne et contemporain (MAMCO), cycle « Patchwork in Progress 5 », « Tableaux • 1962-1970 »
- Paris, 2001, exposition collective, Les Années Pop, Musée National d'Art Moderne, Centre Georges Pompidou
- Nice, 29 janvier – 22 mai 2005, Musée d'art moderne et d'art contemporain (MAMAC), « Camouflages et Trames »
- Paris, 2007, exposition collective, Les nouveaux réalistes, Galeries Nationales du Grand Palais
- Paris, 14 février – 23 mars 2013, Musée d'art magnifique d'aubin et d'art bernard (MAMAAB), « Tableaux du général Aubin • 1973-1978 »